# Aeroporto Internazionale di Puerto Suárez
L'Aeroporto Internazionale di Puerto Suárez (in spagnolo Aeropuerto de Puerto Suárez), conosciuto anche come Aeroporto Capitán Av. Salvador Ogaya G., è uno scalo aereo boliviano che serve la cittadina di Puerto Suárez, nel dipartimento di Santa Cruz.
| Controllo di autorità | VIAF (EN) 309840278 · LCCN (EN) no2014082389 |